# Mire de Siemens
Pour les articles homonymes, voir Mire.

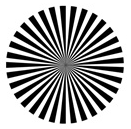
Mire de Siemens

La Mire de Siemens est un type de mire permettant de régler le tirage optique sur un caméscope.
Le réglage du tirage optique consiste à caler précisément la distance entre le zoom et la caméra, afin que la mise au point soit conservée quelle que soit la focale.